# Derek Mears

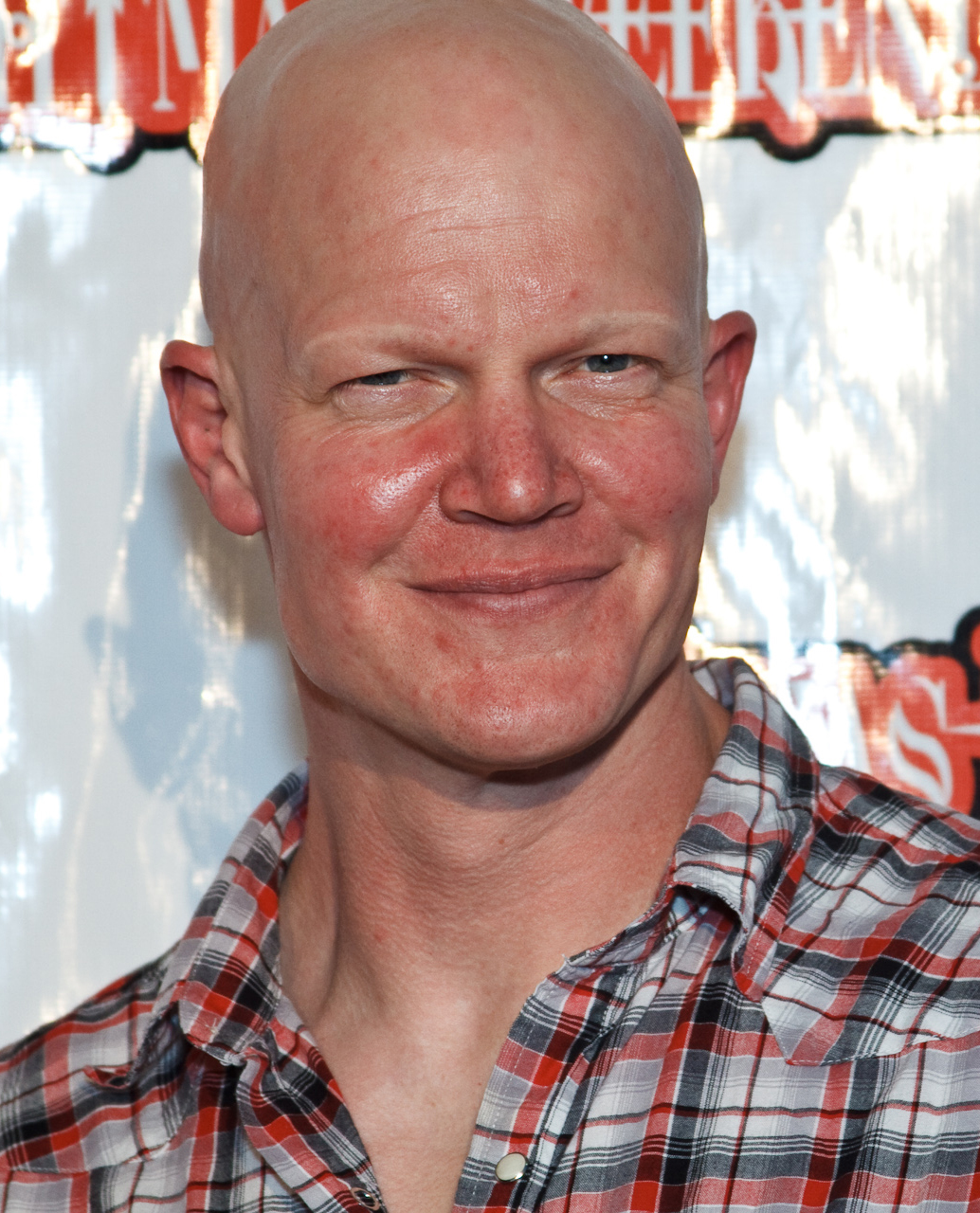
Derek Mears

Derek Mears (* 29. April 1972 in Bakersfield) ist ein US-amerikanischer Stuntman und Schauspieler.

## Karriere
Er arbeitete u. a. als Stuntman in Kinofilmen wie The Hills Have Eyes 2, Indiana Jones und das Königreich des Kristallschädels oder auch in zwei Teilen von Pirates of the Caribbean. Von März bis April 2012 war er einer der Special Guests auf der Days of the Dead Horror Convention.
Weltweite Bekanntheit erlangte er durch die Verkörperung des Serienmörders Jason Voorhees in der Neuverfilmung von Freitag der 13. Im Film Predators spielte er einen der „Predatoren“. 2012 war er auf dem South by Southwest (SXSW) zu Gast und präsentierte seinen Film, den Action-Thriller The Aggression Scale.

## Filmografie (Auswahl)
- 1999: Wild Wild West
- 2002: Signs – Zeichen (Signs)
- 2002: Men in Black II
- 2003: Fluch der Karibik (Pirates of the Caribbean: The Curse of the Black Pearl)
- 2005: Zathura – Ein Abenteuer im Weltraum (Zathura)
- 2006: Pirates of the Caribbean – Fluch der Karibik 2 (Pirates of the Caribbean: Dead Man’s Chest)
- 2006: World Trade Center
- 2007: Dragon Wars (D-War)
- 2007: The Hills Have Eyes 2
- 2007: Die Eisprinzen (Blades of Glory)
- 2008: Indiana Jones und das Königreich des Kristallschädels (Indiana Jones and the Kingdom of the Crystal Skull)
- 2009: G-Force – Agenten mit Biss (G-Force)
- 2009: Freitag der 13. (Friday the 13th)
- 2010: Predators
- 2011: Arena
- 2013: Gangster Squad
- 2013: Hänsel und Gretel: Hexenjäger (Hansel and Gretel: Witch Hunters)
- 2013: Percy Jackson – Im Bann des Zyklopen (Percy Jackson: Sea of Monsters)
- 2013: Hatchet 3
- 2015: Freaks of Nature
- 2017: Twin Peaks (Fernsehserie, Folge 3x13)
- 2018: The Flash (Fernsehserie, Folgen 4x12, 4x13)
- 2019: Hawaii Five-0 (Fernsehserie, Folge 10x05)
- 2019: Swamp Thing (Fernsehserie, 10 Folgen)
- 2019: Alita: Battle Angel